# Snellenkaart

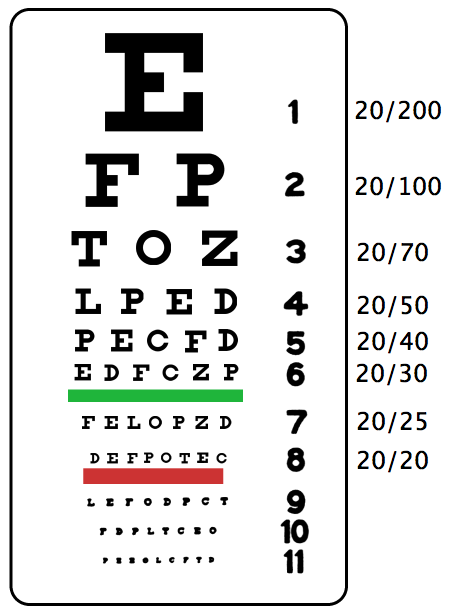
Snellenkaart

De snellenkaart is een hulpmiddel waarmee op eenvoudige wijze de visus kan worden bepaald in een oogmeting, bijvoorbeeld ten behoeve van een brilrecept. De snellenkaart is ontwikkeld door de Nederlandse oogarts Herman Snellen. Tegenwoordig wordt er veelal gebruikgemaakt van de verbeterde LogMARkaart. 

## Ontwikkeling
Tijdens het Oogheelkundig Congres in Heidelberg in het jaar 1861 presenteerde F.C. Donders de uitvinding van Snellen. Voor het eerst was een dergelijke oogtest gebaseerd op een theoretische basis: Snellen had namelijk empirisch vastgesteld dat proefpersonen zonder oogafwijkingen objecten en figuren konden herkennen wanneer deze een hoek van 5 boogminuten zouden omspannen, bestempeld als 'normale gezichtsscherpte'.
De opbrengst van de verkoop van de kaarten, die verkrijgbaar waren voor 2 gulden per stuk, was ten gunste van het Ooglijdersgasthuis, waar Snellen werkzaam was. Populair waren de kaarten zeker: zo had alleen al de Britse militaire gezondheidsdienst in 1864 zo'n 1000 kaarten aangeschaft.

## Werking
De normale gezichtsscherpte van Snellen werd gebruikt als eenheid van de gezichtsscherpte en verkreeg de waarde 1. Lagere waarden zijn het resultaat van refractieve fouten of pathologische veranderingen in het visuele systeem. Een hogere waarde dan 1 komt voornamelijk voor bij jongeren.
De bijzonder samengestelde letters moesten vanaf een bepaalde afstand, D (distantia), meestal 6 meter, onder vergelijkbare omstandigheden onderscheiden kunnen worden. De letters I, J, M, Q W en X werden weggelaten om verwarring tussen letters te voorkomen. Er bestaan verschillende versies van de kaart, namelijk die met negen of tien verschillende letters. Het meest wordt gebruik gemaakt van de afgebeelde kaart, met negen letters. Ook voor andere talen, zoals Japans en Russisch, ontwierp Snellen letterkaarten. Naast de variant met letters bestaan er ook snellenkaarten met symbolen voor kinderen die nog niet kunnen lezen, alsook snellenkaarten met de letter "E" in alle mogelijke standen. Daarnaast zijn er ook kaarten met cirkels waarvan steeds op een andere plek een klein gedeelte is weggelaten. In dat geval moet de patiënt zeggen op welke plek (links, rechts, onder of boven) de opening zit.

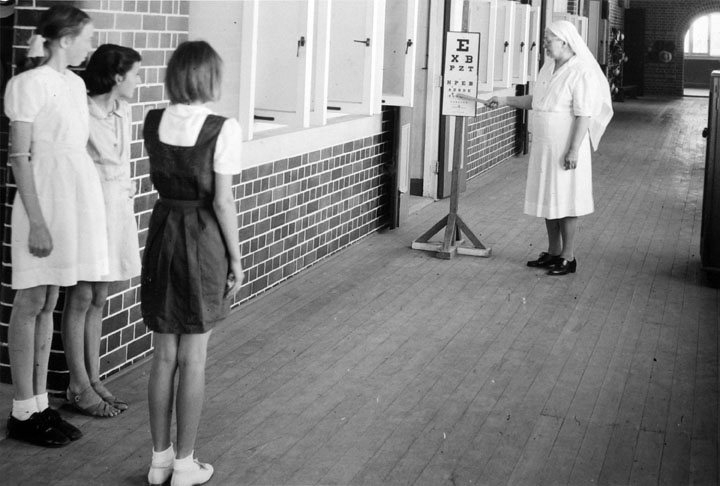
De snellenkaart in praktijk gebracht